# Comix Zone
Comix Zone és un videojoc d'acció creat per Sega originàriament per a la consola Mega Drive:
publicat l'any 1995, el joc és un beat 'em up inspirat en el còmic superheroic en el qual el protagoniste, Sketch Turner, es troba dins les planxes de les seues pròpies historietes i passa de vinyeta a vinyeta mentre apareixen baferades, onomatopeies i altres recursos propis del gènere.
La idea de fusionar un joc d'estil màquina recreativa amb les vinyetes d'un còmic se li ocorregué a Peter Morawiecz, el qual creà una demostració l'any 1992 intitulada Joe Pencil Trapped in the Comix Zone.
El mecanisme innovador del programa fou objecte d'una patent per part de Sega, encara que es tractava d'un beat 'em up convencional amb un rerefons narratiu en el qual el protagoniste usava recursos metalingüístics dels còmics superheroics i trencava la quarta paret en alguns moments;
el mecanisme de joc també tenia altres predecessors pareguts com Batman: The Caped Crusader, un joc basat en el personatge de DC Comics, publicat per Ocean Software per a ZX Spectrum.
Comix Zone fon desenrotllat per Sega Technical Institute, un equip de programació creat el mateix any per a assistir el Sonic Team en la producció del Sonic 2;
el STI també produí altres jocs exclusius de Mega Drive com Kid Chameleon, Sonic Spinball o una versió occidental del Puyo Puyo rebatejada Dr. Robotnik's Mean Bean Machine, però Comix Zone aprofità la capacitat tècnica de la consola de 16 bits en un moment de transició entre el fracàs del Sega CD i l'aparició de la Sega Saturn (de 32 bits).
La banda sonora, composta per Howard Drossin a l'estil del rock alternatiu, és un altre aspecte distintiu del joc: en l'edició original nord-americana, el cartutx es venia acompanyat amb un disc compacte amb cançons d'artistes com Danzig (grup de música), God Lives Underwater o The Jesus and Mary Chain i, per al llançament europeu, crearen un grup de versions batejat Roadkill per a interpretar les músiques originals.
En eixa edició i l'adaptació per a Windows, el mateix Drossin s'encarregà de regravar sis de les peces amb instruments reals i afegir-li lletra per al CD de regal; més tard, eixos sis temes i altres remescles de jocs com Sonic o Vectorman foren publicades pel segell Sega Tunes.
Encara que el mateix Drossin s'encarregà de la música en l'adaptació del joc per a Game Boy Advance, realitzada per Virtucraft i publicada només a Europa, el fet que la qualitat gràfica i musical del joc es veiera compromesa per les capacitats de la portàtil, va rebre crítiques.
L'any 2017 fon publicat com a aplicació per a mòbils junt amb altres jocs del catàleg de Sega com Sonic the Hedgehog, Phantasy Star II, Kid Chameleon i Altered Beast.
El joc també fon un dels huitanta jocs inclosos en les reedicions de Mega Drive llançades per AT Games el 2016 i, el 2019, en la versió Mini oficial de la Mega Drive, junt amb trenta-nou més.